# Felsina (ville étrusque)
Felsina (ou Bononia romaine) est une ancienne ville étrusque et ancêtre de l'actuelle Bologne ville italienne d'environ 375 000 habitants, située dans le nord-est du pays, entre le Pô et les Apennins.

## Histoire

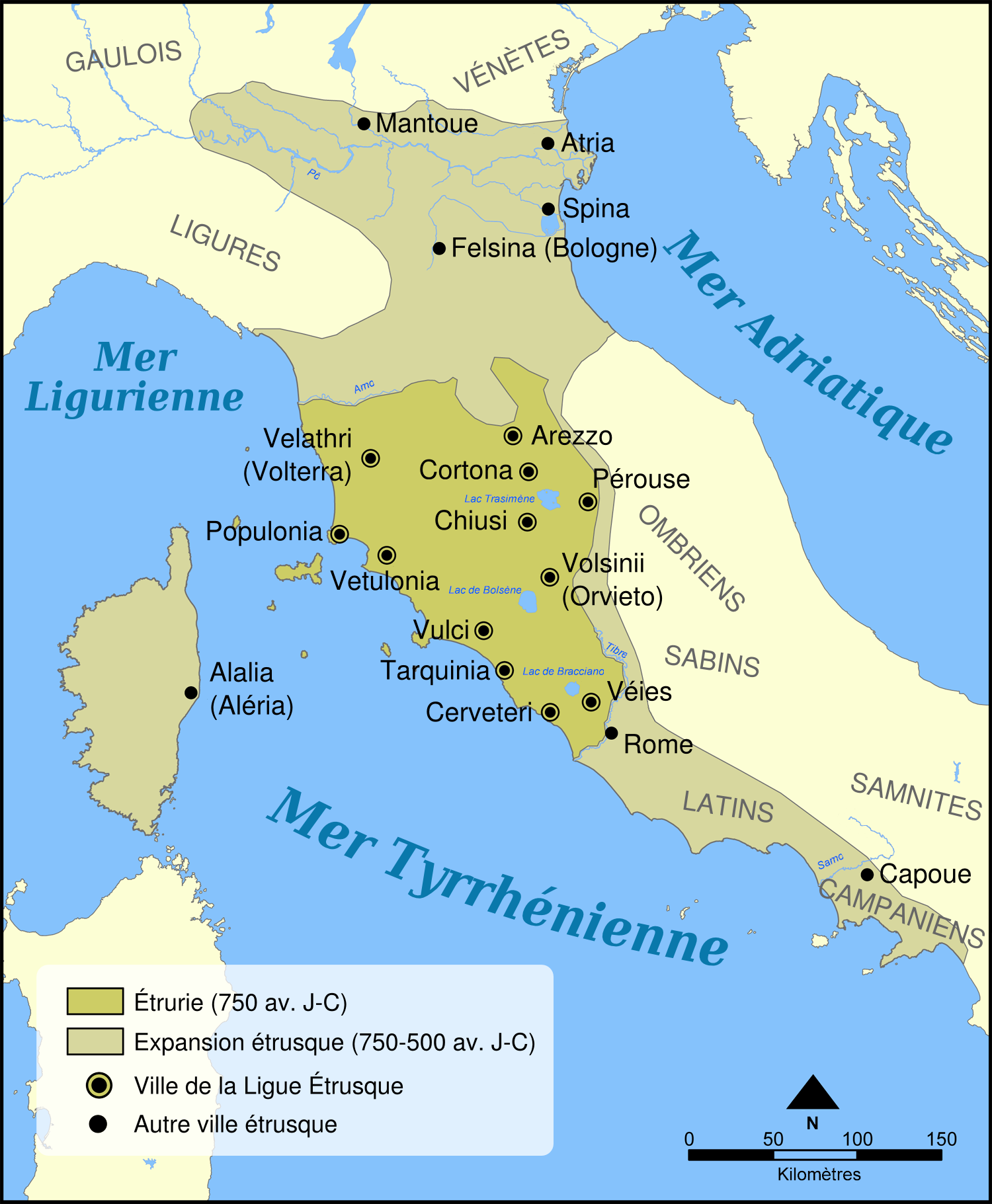
Localisation de Felsina.

Bologne a été fondée par les Étrusques sous le nom de Felsina en 534 av. J.-C. dans une zone habitée de longue date par le peuple de Villanova, un peuple de fermiers et de bergers. 
Felsina semble être le centre d'une des trois dodécapoles étrusques en Italie, à savoir celle de la plaine du Pô.
La ville étrusque a grandi autour d'un sanctuaire construit sur une colline, qui était entourée d'une nécropole.
Au IVe siècle av. J.-C., la ville a été conquise par les Boïens, d'où son ancien nom, Bononia, donné par les Romains à cette colonie conquise en 191 av. J.-C.. 3 000 familles de colons romains, menées par les consuls Lucius Valerius Flaccus, Marcus Atilius Seranus et Lucius Valerius Tappo, s'installèrent dans cette nouvelle colonie romaine. 
La construction de la Via Æmilia en 187 av. J.-C. fait de Bologne un carrefour routier, relié à Arezzo par la Via Flaminia mineur et à Aquilée par le Via Aemilia Altinate.
En 88 av. J.-C., la ville devient une municipium. Elle est constituée de rues rectilignes avec six cardi et huit decumani, qui font encore la structure de la ville aujourd'hui. 
La ville compta près de 10 000 habitants sous l'Empire romain, ainsi que de nombreux temples, thermes, théâtres et une arène. 
Pour Pomponius Mela, Bononia figurait parmi les cinq opulentissimae (plus riches) villes d'Italie. 
La ville fut reconstruite par Néron après un incendie.

## Annexe